# 百百麻子
百百麻子（日语：／ Dodo Asako，1967年11月8日—），日本女性配音員、舞台演員。出身於神奈川縣。賢Production所屬。線上配音訓練學校SPOT講師。B型血。

## 人物
1990年至2004年，她隸屬於劇團21世紀FOX。
特長：與狗相處、繞口令。興趣：吃甜食、看箱根驛傳、讀推理小說。
喜歡的東西是甜食和飛機。她喜歡的當地餜子是海鷗蛋、Mamador。喜歡的飛機是F-15J。

## 演出
粗體字表示主要角色。

### 電視動畫
1995年
- 去吧！稻中桌球社（田邊雪）
- 怪盜Saint Tail（今村）
- BLUE SEED（女學生B）

1996年
- 鬼太郎 (第4作)（吸血鬼夢露）
- 麵包超人（粽子弟弟〈初代〉）
- 逮捕令（茱蒂）
- VR快打（仁王）
- 鋼鐵神兵（B'T朱德姆）
- 名偵探柯南（1996年—2018年，池澤優子、英子、德大寺昌代、栗山綠 等）

1997年
- 甜心戰士F（スカッドパンサー）
- 金田一少年之事件簿（1997年—2016年，醍醐真紀／一色理科子[a]／怪盗紳士、花輪美佳、藍澤由里絵）3系列
- 天才小魚郎（隔壁大嬸）
- 忍企鵝真丸（日语：忍ペンまん丸）（逃走的少女、希爾比）
- 馬赫GoGoGo (第2作)（艾爾莎）
- 夢之蠟筆王國（諾瓦）
- 烈火之炎（麗奈）

1998年
- 丸少爺（てくてくからくり妻）
- 星際牛仔（廣播2）
- 神風怪盜貞德（長谷川）
- 聖路美娜女學院（日语：聖ルミナス女学院）（伊莉莎白·良子·布萊恩）
- 炸彈人 彈珠人爆外傳（秘書寶）

1999年
- 麻辣教師GTO（蓋亞）

2000年
- 犬夜叉（2000年—2009年，媽媽〈日暮籬的母親〉、遊女、女）2系列
- 幻想魔傳 最遊記（三佛神）
- 數碼寶貝大冒險02（一乘寺賢的母親）
- 袖珍女侍小梅（女警）
- 六門天外（彩虹紡織天使舒兒）
- ONE PIECE（卡魯門）

2001年
- 銀河冒險戰記 the second stage（女）
- 漫畫派對（月城夕香）
- 旋風的大鏢客（日语：旋風の用心棒）（經銷商）
- 華麗的機會（日语：チャンス〜トライアングルセッション〜）（圭[6]、女性工作人員）
- 數碼寶貝03馴獸師之王（黛西）
- 七虹香電擊作戰（休馬里昂ZK、美鄉偲[7]）

2002年
- 銀河天使Z（女）
- 閃靈二人組（湯治客人）
- 煌羅萬象（日语：サイキックアカデミー煌羅万象）（千羅羅）
- G-on少女騎士團（隊長）
- 東京地底奇兵（領隊）

2003年
- 妮嘉尋親記（千金）
- 魔法少年賈修（2003年—2005年，玩具屋店員、吉爾）
- 時空冒險記ZENTRIX（白銀03）
- 高橋留美子劇場（小孩、隆一〈小時候〉）
- 高橋留美子劇場 人魚之森（小百合、母親、妻女）
- HAPPY★LESSON ADVANCE（Beauty Honey）
- 怪醫黑傑克2小時特別篇 ～4個生命奇蹟～（戴比的母親）
- 惑星奇航（2003年—2004年，她、女人）
- MOUSE（桃園梅的祖母）
- 青檸色之戰奇譚（2003年—2005年，一乘寺須美）2系列

2004年
- 校園迷糊大王（美智子博士）
- 怪醫黑傑克（克洛〈少年〉、護裡人員 等）
- MEZZO（日语：MEZZO -メゾ-）（廣播）
- 仙境傳說 THE ANIMATION（昭熙）

2005年
- 槍與劍（護理人員、里昂、廣播 等）
- 漫畫派對Revolution（澤田真紀子）
- 極速攝殺（女性議員）
- MONSTER（接待人員〈女〉）
- 彈珠汽水（佐倉裕美的母親）

2006年
- Gift ～eternal rainbow～（藤宮夫人）
- 結界師（2006年—2007年，雪村靜江、黑社會幹部〈龍姬〉、加賀見、女教師）
- 獸爪（日语：ケモノヅメ）（甘嚙、應試生的母親）
- 暗夜第六感（日语：NIGHT HEAD GENESIS）（芳賀佐知惠）
- 怪醫黑傑克21（黑男、護理人員）

2007年
- 新機械巨神（賽雷斯提努·布妮耶爾）
- 劍豪生死斗（下女）
- 魔法少女奈葉StrikerS（桂特·中島）

2008年
- CHAOS;HEAD（塞納的母親、主播）
- Code Geass反叛的魯路修R2（瑪莉安娜·Vi·不列顛尼亞[8]、修女）
- 隱王（南十字的母親）
- 魔人偵探腦嚙涅羅（廣播）
- 記憶女神的女兒們（羅納·克羅德爾）
- 卡片鬥士翔（天空野馬）

2009年
- 我家3姊妹（2009年—2010年，小大的母親〈第2代〉）
- 奇蹟少女KOBATO.（導師）
- 蒼天航路（白蓮）
- 公主戀人（有馬哲平的母親）
- RIDEBACK（女性主播）

2010年
- 咎狗之血（艾瑪）

2011年
- 蠟筆小新（女子廣播）

2014年
- CROSSANGE 天使與龍的輪舞（維爾達王朝女王）
- 戲劇性謀殺（Noiz的母親）
- 名偵探柯南 江戶川柯南失蹤事件 ～史上最糟糕的兩天～（廣播）
- 魔術快斗1412

2015年
- 夏洛特（廣播）

2016年
- 龍族拼圖X（蘭司的母親）
- 名偵探柯南 Episode"ONE" 變小的名偵探（愛子）（愛子）

2018年
- 童話魔法使（2018年—2019年，十三人委員會）
- 狐狸之聲（女性經紀人）

2020年
- 半妖的夜叉姬（2020年—2022年，大媽媽[9]）2系列

2022年
- 名偵探柯南 零的日常（栗山綠[10]）

2024年
- 哆啦A夢 (水田山葵版)（魔女）

### 電影動畫
1997年
- 名偵探柯南：引爆摩天樓

1998年
- 秀逗魔導士GORGEOUS（母親1）
- 名偵探柯南：第十四號獵物（秘書[11]）

1999年
- 金田一少年之事件簿2：殺戮的深藍（Aurora Vision的聲音）

2000年
- 名偵探柯南：瞳孔中的暗殺者（栗山綠）

2001年
- 犬夜叉：跨越時代的思念（日暮籬的母親）
- 名偵探柯南：往天國的倒數計時（母親）

2002年
- 名偵探柯南：貝克街的亡靈（廣播）

2003年
- 犬夜叉：天下霸道之劍（日暮籬的母親）

2004年
- 名偵探柯南：銀翼的奇術師（由紀）

2005年
- 怪醫黑傑克：兩位神秘醫師（黑傑克〈少年時期〉）

2006年
- 名偵探柯南：偵探們的鎮魂歌（栗山綠）

2008年
- 名偵探柯南：戰慄的樂譜（廣播）

2018年
- 名偵探柯南：零的執行人（栗山綠）
- Code Geass 反叛的魯路修 III 皇道（瑪莉安娜·Vi·不列顛尼亞）

2019年
- 劇場版 城市獵人：新宿PRIVATE EYES（亞衣的母親）

2021年
- 神在月的孩子（女性教師[12]）

### OVA
1992年
- 世界之光 親鸞聖人（日语：世界の光 親鸞聖人）（善鸞的妻子）
- 創龍傳

1996年
- 銀河英雄傳說（伊謝爾倫軍士兵）
- 魔法使俱樂部（直美）

1997年
- 鋼鐵神兵NEO（B'T朱德姆）
- 魔法少女梅露露

1999年
- 太陽之船（日语：太陽の船 ソルビアンカ）（米爾卡）
- 倒凶十將傳（日语：倒凶十将伝）（瀨具十斗的母親）

2002年
- Happy World！（日语：Happy World!）（奈爾）

2003年
- 銀河美少女 Hearts（女將）

2004年
- 青檸色之戰奇譚 南國夢浪漫（一乘寺須美）

2012年
- Code Geass反叛的魯路修 娜娜莉夢遊仙境（瑪莉安娜·Vi·不列顛尼亞[13]）

### 網路動畫
- 川崎前鋒原創動畫（弗朗瑪）

### 遊戲
1995年
- 聖夜物語 AnEarth Fantasy Stories（日语：聖夜物語 AnEarth Fantasy Stories）（娼婦琳達）

1997年
- Anime Freak FX vol.5（加爾馬格瑪）
- 怪盜Saint Tail（宇崎玲佳）
- 隔壁的公主 蘿菲（日语：となりのプリンセス ロルフィー）（莎麗德）

1998年
- Anime Freak FX vol.6（加爾馬格瑪）

1999年
- 夢幻模擬戰千年紀

2000年
- 建築重機械瘋狂戰鬥 破壞金剛!!（日语：建設重機喧嘩バトル ぶちギレ金剛!!）（十文字彩）
- 來玩麻雀吧！2（九蓮寶燈美）
- 精緻小品集精靈美少女（日语：めい・king）（希芬）
- 龍機傳承3 ～黃昏被引導的人們～（拉米亞、旁白）

2001年
- 漫畫派對（月城夕香、澤田真紀子）
- 仙界通錄正史 ～來自電視動畫仙界傳封神演義～（女禍）

2003年
- 式神之城II（日语：式神の城）（富美子·奧澤多·瓦恩斯坦）

2006年
- Gift -Prism-（外薗椿、藤宮夫人、八木看護師）
- 水之旋律2 ～緋之記憶～（設樂雅）

2008年
- 機動戰士鋼彈 基連的野望 阿克西斯的威脅（日语：機動戦士ガンダム ギレンの野望 アクシズの脅威）（席德麗、阿克西斯秘書）
- 咎狗之血 True Blood（艾瑪、神秘二人組）

2009年
- 桃華月憚 -光風的陵王-（五反田幸子）

2010年
- 烈焰同盟（日语：ブレイズ・ユニオン）（斯雷普、比阿特麗斯）

2018年
- 超級機器人大戰X（瑪莉安娜·Vi·不列顛尼亞）
- 問答RPG 魔法使與黑貓維茲（瑪莉安娜·Vi·不列顛尼亞）

2024年
- Code Geass 反叛的魯路修Lost Stories（日语：コードギアス 反逆のルルーシュ ロストストーリーズ）（瑪莉安娜·Vi·不列顛尼亞）

### 廣播劇CD
- 少年舞妓千代菊（日语：少年舞妓・千代菊がゆく!）（岡村花枝）
- Checkmate（日语：チェックメイト (漫画)）（導師）
- 仰望半月的夜空 VOL.3（秋庭里香的母親）
- ONE×3（日语：ONE×3）（社長）
- 歡樂★課程 廣播劇CD-6（Beauty Honey）

### 電視節目
- 地下城V（日语：ダンジョンV）（東京電視台）—作為演出。

### 外語配音

#### 電影
- 解剖殺人狂（保拉·亨寧〈法蘭卡·波坦特〉）
- 解剖殺人狂2（英语：Anatomy 2）（李〈蘿西·阿爾瓦雷斯〉）
- 我的寶貝會亂說話（英语：Ants in the Pants (film)）（萊奧尼〈米娜·唐德（英语：Mina Tander）〉）
- 吸血萊恩（萊恩（英语：Rayne (BloodRayne)）〈克莉絲汀娜·羅肯〉）
- 戰地有心人（英语：Charlotte Gray (film)）（黛西）
- 第三類接觸（郎尼·尼瑞〈特瑞·加爾（英语：Teri Garr）〉）
- 神鬼大反撲
- 殺手沒有假期（吉米〈約旦·普倫蒂斯〉）
- 小布塞（法语：Le Petit Poucet (film, 2001)）（食人鬼的妻子〈艾羅蒂·布雪〉）
- Madame Tussauds (2002年電影)
- 決不低頭（英语：Never Die Alone）（艾德娜）
- 奪魂鋸3（琳恩·鄧倫〈巴哈兒·舒米克（英语：Bahar Soomekh）〉）
- 蜘蛛人3
- 蜘蛛人：無家日（麻省理工學院助理[14]）
- 真愛大吐槽（英语：The Anniversary Party）（莫妮卡·羅斯）
- 神鬼認證系列（妮琪·帕森〈茱莉亞·史緹爾〉）
  - 神鬼認證：傑森包恩 ※BS東視版[15]
  - 神鬼認證 ※富士電視台版。
  - 神鬼認證：最後通牒 ※富士電視台版。
- 勇敢復仇人

#### 電視影集
- 白羅神探 (第10季)
- 聖女魔咒 (第7季)（基拉）
- 恐龍家族
- 急診室的春天 (第11季)（梅根）
- 檀島警騎2.0（希拉蕊·喬弗）
- New Heart 嶄新的心（金鍾恩）
- 疑犯追踪（格蕾絲·亨德里克斯〈卡麗·普雷斯頓〉）
- 妙女神探 (第2季)（蘭迪·戈登）
- 光明世界（英语：Spellbinder (TV series)）（女傭吉娜）
- 銀河飛龍（奈傑爾）
- 殺戮元凶（英语：Those Who Kill）
- 失蹤現場 (第3季)（特蕾莎）

### 舞台
- 劇團21世紀FOX（日语：劇団21世紀FOX）的多部作品
- Tambourine Producers「舞台 新耳袋（日语：新耳袋）」（2010年4月2日—6日，綠色劇場（日语：シアターグリーン）大樹劇院）

## 腳註

## 外部連結
- 百百麻子｜賢Production （日語）